# Mycocentrospora acerina
Espèce
Mycocentrospora acerina est une espèce de champignons phytopathogènes de l'ordre des Pleosporales, parasite d'une large gamme de plantes hôtes et responsable de plusieurs maladies cryptogamiques des plantes cultivées, en particulier le Persil, le Céleri, la Carotte et le Panais.

## Description
Le mycélium est superficiel et immergé, septé, ramifié, hyalin, repentant, de 4 à 8 µm de diamètre, avec des groupes torulosiques de cellules gonflées, brun moyen à foncé, de 17 à 30 µm de diamètre. Les colonies sont effuses, d'abord hyalines, devenant vertes, grises ou pourpres rougeâtres, finalement presque noires. Les conidiophores sont macronématés, mononématés, droits ou flexueux, non ramifiés, hyalins, septés, lisses, mesurant jusqu'à 65 µm de long sur 4–7 µm de large. Les cellules conidiogènes sont polyblastiques, intégrées, terminales, indéterminées, sympodiales, avec jusqu'à quatre cicatrices plates, larges, non épaissies, de 3,5 à 6 µm de diamètre vers les apices. Les conidies sont longues de (60-) 150-200 (-290) µm et larges de 8–15 µm dans la partie la plus large, se rétrécissant à 1 à 2 µm de largeur à l'apex, mesurant 4–5 µm de largeur à la base, hyalines à olivacées pâles ; les cellules médianes sont parfois plus profondément pigmentées, obclavées à aciculaires, lisses, tronquées à la base, parfois avec un appendice latéral, septal, dirigé vers le bas de 30–150 µm de longueur et  2–3 µm de largeur.
Des variations morphologiques en culture ont été observées.

## Plantes hôtes
L'espèce se plaît sur une très large gamme d'hôtes. Le Persil, le Céleri, la Carotte et le Panais sont parmi les plus importants économiquement. Elle est responsable de plusieurs maladies, parmi lesquelles l'anthracnose du Carvi, le pourridié noir du Céleri, la pourriture des racines de la Pensée, la pourriture noire du collet du Céleri, la tache des feuilles du Persil, la pourriture de stockage du Céleri, la pourriture des racines, le chancre et la pourriture noire du collet du Panais, la pourriture de la réglisse de la Carotte.
MycoBank (22 juin 2022) liste les plantes hôtes suivantes : Acer campestre, Acer opulus, Acer platanoides, Acer pseudoplatanus, Ailanthus altissima, Anemone nemorosa, Apium graveolens, Arum maculatum, Beta vulgaris, Brassica oleracea, Calistephus sinensis, Chrysanthemum maximum, Daucus carota, Godetia grandiflora, Impatiens parviflora, Lycopersicon esculentum, Malcolmia maritima, Osmorrhiza chilensis, Pastinaca sativa, Petroselinum crispum, Petunia hybrida, Picea sitchensis, Pisum sativum, Potamogeton nodosus, Potentilla palustris, Spiraea media, Spiraea spec. (Spiraea callosa auct.), Stellaria holostea, Ulmus campestris, Ulmus scabra, Ulmus spec., Urtica spec., Verbena hybrida, Viola cornuta, Viola tricolor, Viola x wittrockiana, Viola spec. 

## Transmission
Le champignon se transmet par conidies dispersées par éclaboussures ; celles-ci ne sont viables que pendant de courtes périodes. La survie pendant de plus longues périodes est assurée par des débris infectés et des chlamydospores dans le sol. La dissémination par l'eau est possible et la transmission sur des graines de Pensées a été démontrée.

## Répartition
Ce phytopathogène est recensé en Europe (Royaume-Uni, Irlande, Allemagne, Tchécoslovaquie, Pays-Bas, Pologne, Roumanie, URSS, Danemark, France), en Amérique du Nord (États-Unis, Canada), en Australie et en Nouvelle-Zélande. 
Un cas de lésions verruqueuses chroniques sur le corps d'un patient indonésien a été signalé.

## Systématique
L'espèce a été initialement décrite en 1880 dans le genre Cercospora, sous le basionyme Cercospora acerina, par le mycologue allemand Robert Hartig. Ce dernier trouve ce champignon parasite sur les érables Acer opulifolium, Acer platanoides et Acer pseudoplatanus, d'où l'épithète spécifique acerina, de Acer, nom scientifique de l'Érable. Elle a été déplacée en 1946 dans le genre Centrospora sous le synonyme encore fréquent de Centrospora acerina, puis dans le genre Mycocentrospora en 1972 sous son nom correct Mycocentrospora acerina. En effet il existe deux genres portant le même nom : Centrospora Neergaard, 1942 (champignons) et Centrospora Trevisan, 1845 (algues brunes). Le genre d'algues ayant été décrit en premier, un nouveau nom, Mycocentrospora, a été proposé par Frederick Claude Deighton pour le genre de champignons.
De l'ordre des Pleosporales, Mycocentrospora n'est généralement classé dans aucune famille,,,. Cependant, la Base de données mondiale de l'OEPP (22 juin 2022) le place dans les Dothidotthiaceae et le NCBI (22 juin 2022) dans les Mycosphaerellaceae.

### Synonymes
Mycocentrospora acerina a pour synonymes :
- Anguillospora flagellifera Ingold, 1949
- Ansatospora acerina (R. Hartig) H.N. Hansen & Tompkins, 1945
- Centrospora acerina (R. Hartig) A.G. Newhall, 1946
- Centrospora acerina (R. Hartig) Vienn.-Bourg., 1946
- Centrospora ohlsenii Neerg., 1942
- Cercospora acerina R. Hartig, 1880
- Cercospora ailanthi P. Syd., 1899
- Cercospora cari Westerd. & Luijk, 1924
- Cercospora daemonicola R. Sprague, 1937
- Cercospora macrospora Osterw., 1924
- Cercospora praegrandis R. Sprague, 1937
- Cercospora praelonga R. Sprague, 1937
- Cercosporella acerina (R. Hartig) G. Arnaud, 1952
- Cercosporella anemonis Baudys, 1916
- Cercosporella callosa Allesch., 1900
- Cercosporella ulmicola Höhn., 1902
- Spermospora impatientis Melnik, 1967
- Sporidesmium acerinum (R. Hartig) A.B. Frank, 1896

### Liste des variétés
Selon MycoBank (22 juin 2022) :
- Mycocentrospora acerina var. acerina
- Mycocentrospora acerina var. castelnaudarensis Tribe & Cayrol, 1982
- Mycocentrospora acerina var. castelnaudariensis Tribe & Cayrol, 1982